# アンモニアモノオキシゲナーゼ
アンモニアモノオキシゲナーゼ(ammonia monooxygenase; Amo)は、アンモニア酸化を行う酸化還元酵素である。具体的には、以下の化学反応を触媒する。
アンモニア + 還元型受容体 + O2 {\displaystyle \rightleftharpoons } NH2OH + 受容体 + H2O
すなわち、この酵素の基質はアンモニア、還元型受容体、O2であり、生成物はヒドロキシルアミン、受容体、H2Oである。
この酵素は酸化還元酵素に属し、基質に特異的に作用する。酸素は酸化剤として還元されると同時に基質に取り込まれる。組織名はammonia,hydrogen-donor:oxygen oxidoreductase (hydroxylating)である。
アンモニアモノオキシゲナーゼには、銅や非ヘム鉄が含まれている。アンモニアモノオキシゲナーゼを介したアンモニアのヒドロキシルアミンへの好気性酸化は、吸エルゴン反応である。したがって、すべての好気性アンモニア酸化生物は、ヒドロキシルアミンをさらに酸化することによって、エネルギーを節約している。好気性アンモニア酸化細菌は、かつてオクタヘムヒドロキシルアミンオキシダーゼ（HAO）を使用してヒドロキシルアミンを亜硝酸塩に酸化すると考えられていたが、現在ではHAOの生成物は一酸化窒素であり、未知の酵素によってさらに亜硝酸塩に酸化されることが示されている。